# Internazionali Femminili di Palermo 2024 - Qualificazioni singolare
Le qualificazioni del singolare degli Internazionali Femminili di Palermo 2024 sono un torneo di tennis preliminare per accedere alla fase finale della manifestazione disputate il 13 e 14 luglio 2024. Le vincitrici dell'ultimo turno sono entrate di diritto nel tabellone principale. In caso di ritiro di una o più giocatrici aventi diritto, a queste subentrano i Lucky loser, ossia le giocatrici che hanno perso nell'ultimo turno ma che hanno una classifica più alta rispetto alle altre partecipanti che hanno comunque perso nel turno finale.

## Teste di serie
1. Fiona Ferro (ultimo turno)
2. Olivia Gadecki (qualificata)
3. Noma Noha Akugue (qualificata)
4. Alëna Falej (ultimo turno)
5. Leyre Romero Gormaz (primo turno)
6. Katarzyna Kawa (qualificata)

1. Anastasija Tichonova (primo turno)
2. Varvara Lepchenko (ritirata)
3. Mona Barthel (qualificata)
4. You Xiaodi (primo turno)
5. Louisa Chirico (ultimo turno)
6. Jil Teichmann (qualificata)

## Qualificate
1. Jil Teichmann
2. Olivia Gadecki
3. Noma Noha Akugue

1. Mona Barthel
2. Mia Ristić
3. Katarzyna Kawa

## Tabellone

### Legenda
| - Q = Qualificato - WC = Wild card - LL = Lucky loser | - ALT = Alternate - SE = Special Exempt - PR = Protected Ranking | - w/o = Walkover - r = Ritirato - d = Squalificato |

### Sezione 1
|  | Primo turno | Primo turno    | Primo turno    | Primo turno | Primo turno |  |  | Ultimo turno | Ultimo turno  | Ultimo turno  | Ultimo turno | Ultimo turno |  |
|  |             |                |                |             |             |  |  |              |               |               |              |              |  |
|  | 1           | Fiona Ferro    | Fiona Ferro    | 6           | 6           |  |  |              |               |               |              |              |  |
|  | WC          | Dalila Spiteri | Dalila Spiteri | 1           | 1           |  |  | 1            | Fiona Ferro   | Fiona Ferro   | 3            | 2            |  |
|  |             | Giorgia Pedone | Giorgia Pedone | 1           | 4           |  |  | 12           | Jil Teichmann | Jil Teichmann | 6            | 6            |  |
|  | 12          | Jil Teichmann  | Jil Teichmann  | 6           | 6           |  |  |              |               |               |              |              |  |

### Sezione 2
|  | Primo turno | Primo turno       | Primo turno     | Primo turno | Primo turno |  |  | Ultimo turno | Ultimo turno      | Ultimo turno      | Ultimo turno | Ultimo turno |  |
|  |             |                   |                 |             |             |  |  |              |                   |                   |              |              |  |
|  | 2           | Olivia Gadecki    | Olivia Gadecki  | 6           | 6           |  |  |              |                   |                   |              |              |  |
|  |             | Susan Bandecchi   | Susan Bandecchi | 2           | 2           |  |  | 2            | Olivia Gadecki    | Olivia Gadecki    | 6            | 6            |  |
|  |             | Camilla Rosatello | 6               | 3           | 6           |  |  |              | Camilla Rosatello | Camilla Rosatello | 1            | 3            |  |
|  | 10          | You Xiaodi        | 2               | 6           | 4           |  |  |              |                   |                   |              |              |  |

### Sezione 3
|  | Primo turno | Primo turno            | Primo turno            | Primo turno | Primo turno |  |  | Ultimo turno | Ultimo turno     | Ultimo turno     | Ultimo turno | Ultimo turno |  |
|  |             |                        |                        |             |             |  |  |              |                  |                  |              |              |  |
|  | 3           | Noma Noha Akugue       | Noma Noha Akugue       | 7           | 7           |  |  |              |                  |                  |              |              |  |
|  |             | Kathinka von Deichmann | Kathinka von Deichmann | 5           | 5           |  |  | 3            | Noma Noha Akugue | Noma Noha Akugue | 7            | 6            |  |
|  |             | Cristina Dinu          | Cristina Dinu          | 3           | 2           |  |  | 11           | Louisa Chirico   | Louisa Chirico   | 5            | 1            |  |
|  | 11          | Louisa Chirico         | Louisa Chirico         | 6           | 6           |  |  |              |                  |                  |              |              |  |

### Sezione 4
|  | Primo turno | Primo turno        | Primo turno     | Primo turno | Primo turno |  |  | Ultimo turno | Ultimo turno | Ultimo turno | Ultimo turno | Ultimo turno |  |
|  |             |                    |                 |             |             |  |  |              |              |              |              |              |  |
|  | 4           | Alëna Falej        | 1               | 6           | 6           |  |  |              |              |              |              |              |  |
|  | WC          | Aurora Zantedeschi | 6               | 3           | 3           |  |  | 4            | Alëna Falej  | Alëna Falej  | 3            | 4            |  |
|  | WC          | Francesca Curmi    | Francesca Curmi | 5           | 1           |  |  | 9            | Mona Barthel | Mona Barthel | 6            | 6            |  |
|  | 9           | Mona Barthel       | Mona Barthel    | 7           | 6           |  |  |              |              |              |              |              |  |

### Sezione 5
|  | Primo turno | Primo turno          | Primo turno | Primo turno | Primo turno |  |  | Ultimo turno | Ultimo turno     | Ultimo turno     | Ultimo turno | Ultimo turno |  |
|  |             |                      |             |             |             |  |  |              |                  |                  |              |              |  |
|  | 5           | Leyre Romero Gormaz  | 6           | 4           | 4           |  |  |              |                  |                  |              |              |  |
|  | WC          | Mia Ristić           | 2           | 6           | 6           |  |  | WC           | Mia Ristić       | Mia Ristić       | 7            | 6            |  |
|  |             | Nuria Brancaccio     | 2           | 6           | 6           |  |  |              | Nuria Brancaccio | Nuria Brancaccio | 63           | 3            |  |
|  | 7           | Anastasija Tichonova | 6           | 0           | 3           |  |  |              |                  |                  |              |              |  |

### Sezione 6
|  | Primo turno | Primo turno               | Primo turno               | Primo turno | Primo turno |  |  | Ultimo turno | Ultimo turno   | Ultimo turno   | Ultimo turno | Ultimo turno |  |
|  |             |                           |                           |             |             |  |  |              |                |                |              |              |  |
|  | 6           | Katarzyna Kawa            | Katarzyna Kawa            | 6           | 6           |  |  |              |                |                |              |              |  |
|  |             | Irene Burillo Escorihuela | Irene Burillo Escorihuela | 1           | 3           |  |  | 6            | Katarzyna Kawa | Katarzyna Kawa | 7            | 6            |  |
|  |             | Sof'ja Lansere            | Sof'ja Lansere            | 3           | 4           |  |  | Alt          | Audrey Albié   | Audrey Albié   | 5            | 3            |  |
|  | Alt         | Audrey Albié              | Audrey Albié              | 6           | 6           |  |  |              |                |                |              |              |  |